# Giancarlo Versolato
Giancarlo Versolato (Venaria Reale, 12 settembre 1941) è un ex calciatore italiano, di ruolo difensore.

## Carriera
Esordisce con la maglia del Torino prima in Serie B nella stagione 1959-1960 culminata con la promozione, e poi in Serie A dove raccoglie 4 presenze nelle 2 stagioni successive, oltre ad ulteriori 4 presenze in campo europeo.
Passa quindi nel 1962 al Parma in Serie B dove rimane tre stagioni, diventandone capitano nella stagione 1964-1965, prima di passare all'Avellino in Serie C dove rimane quattro stagioni, per concludere all'Angolana in quarta serie dove rimane una stagione finendo la carriera professionistica.

## Statistiche

### Presenze e reti nei club
| Stagione        | Squadra         | Campionato      | Campionato | Campionato | Coppe nazionali | Coppe nazionali | Coppe nazionali | Coppe continentali | Coppe continentali | Coppe continentali | Altre coppe | Altre coppe | Altre coppe | Totale | Totale |
| Stagione        | Squadra         | Comp            | Pres       | Reti       | Comp            | Pres            | Reti            | Comp               | Pres               | Reti               | Comp        | Pres        | Reti        | Pres   | Reti   |
| --------------- | --------------- | --------------- | ---------- | ---------- | --------------- | --------------- | --------------- | ------------------ | ------------------ | ------------------ | ----------- | ----------- | ----------- | ------ | ------ |
| 1959-1960       | Torino          | B               | 1          | 0          | CI              | 0               | 0               | -                  | -                  | -                  | CAIF        | 0           | 0           | 1      | 0      |
| 1960-1961       | Torino          | A               | 3          | 0          | CI              | 1               | 0               | CM                 | 3                  | 0                  | -           | -           | -           | 7      | 0      |
| 1961-1962       | Torino          | A               | 1          | 0          | CI              | 0               | 0               | -                  | -                  | -                  | CAFS        | 0           | 0           | 1      | 0      |
| Totale Torino   | Totale Torino   | Totale Torino   | 5          | 0          |                 | 1               | 0               |                    | 3                  | 0                  |             | 0           | 0           | 9      | 0      |
| 1962-1963       | Parma           | B               | 28         | 1          | CI              | 1               | 0               | -                  | -                  | -                  | -           | -           | -           | 29     | 1      |
| 1963-1964       | Parma           | B               | 26         | 1          | CI              | 1               | 0               | -                  | -                  | -                  | -           | -           | -           | 27     | 1      |
| 1964-1965       | Parma           | B               | 33         | 1          | CI              | 1               | 0               | -                  | -                  | -                  | -           | -           | -           | 34     | 1      |
| Totale Parma    | Totale Parma    | Totale Parma    | 87         | 3          |                 | 3               | 0               |                    | -                  | -                  |             | -           | -           | 90     | 3      |
| 1965-1966       | Avellino        | C               | 30         | 0          | -               | -               | -               | -                  | -                  | -                  | -           | -           | -           | 30     | 0      |
| 1966-1967       | Avellino        | C               | 27         | 1          | -               | -               | -               | -                  | -                  | -                  | -           | -           | -           | 27     | 1      |
| 1967-1968       | Avellino        | C               | 23         | 0          | -               | -               | -               | -                  | -                  | -                  | -           | -           | -           | 23     | 0      |
| 1968-1969       | Avellino        | C               | 25         | 2          | -               | -               | -               | -                  | -                  | -                  | -           | -           | -           | 25     | 2      |
| Totale Avellino | Totale Avellino | Totale Avellino | 105        | 3          |                 | -               | -               |                    | -                  | -                  |             | -           | -           | 105    | 3      |
| 1969-1970       | Angolana        | D               | 16         | 5          | -               | -               | -               | -                  | -                  | -                  | -           | -           | -           | 16     | 5      |
| Totale carriera | Totale carriera | Totale carriera | 213        | 11         |                 | 4               | 0               |                    | 3                  | 0                  |             | 0           | 0           | 220    | 11     |

## Palmarès
- Campionato italiano di Serie B: 1

Torino: 1959-1960